# شارلوته ميلر
شارلوته ميلر (بالإنجليزية: Charlotte Miller)‏ هي مجدفة بريطانية، ولدت في 24 نوفمبر 1970 في يورك في المملكة المتحدة.

## وصلات خارجية
- شارلوته ميلر على موقع الاتحاد الدولي للتجديف (الإنجليزية)
- شارلوته ميلر على موقع اللجنة الأولمبية الدولية (الإنجليزية)
- شارلوته ميلر على موقع أوليمبيديا (الإنجليزية)